# Плоцка (станция метро)
Плоцка (Płocka, с пол. — «Плоцкая») — станция линии M2 Варшавского метрополитена. Располагается в районе Воля вдоль улицы Плоцкой к югу от её пересечения с улицей Вольской. Открыта 4 апреля 2020 года в составе участка Рондо Дашиньскего — Ксенця Януша.

## История

### Проектирование
26 ноября 2011 года был объявлен конкурс архитектурно-строительной концепции первой очереди западного и северо-восточного участков линии II Варшавского метрополитена. 25 июня 2012 года он был завершён, а 21 сентября 2012 года были подписаны контракты с победителями. Задание на проектирование трех станций на западном участке было поручено конструкторскому бюро „Metroprojekt”. В то время станция имела рабочее название Вольская (пол. Wolska) и получила обозначение С8.
8 марта 2015 года в Варшаве был запущен центральный участок линии метро М2. Ранее, 15 октября 2014 года, когда принимался центральный участок, был объявлен тендер на расширение линии тремя станциями с каждой стороны. 10 августа 2015 года были поданы предложения о продлении по принципу «3+3», а 29 октября Варшавский метрополитен выбрал подрядчиков для западного и северо-восточных участков. Строительство станции, получившей тогда название Плоцкая, поручено турецкой компании Gülermak.

### Строительство
В марте 2015 года в ходе тендера на строительство станции планировалось, что её реализация будет завершена в 2019 году. В начале августа 2016 года, несмотря на задержки, вызванные ошибками в документации, Варшавский метрополитен подтвердил эту версию. Однако в середине сентября в СМИ появилась информация, что станция может быть открыта только в 2020 году. 
20 сентября здание получило разрешение на строительство, а 29 сентября был подписан контракт на строительство станции, которое должно было быть завершено в 2019 году.
До конца 2016 года никаких строительных работ на объекте не проводилось. Лишь 9 января 2017 подготовительные мероприятия в районе станции начались. В первой половине этого месяца часть строительной площадки была огорожена, установлен стенд с информацией. В то время предполагалось, что основные работы начнутся примерно в марте-апреле. Временная организация дорожного движения была принята 30 января [18]. 22 февраля вокруг здания станции был открыт целевой информационный пункт. В связи с началом фактических работ по строительству станции, 8 апреля улица Плоцкая была закрыта. В первые месяцы проводились работы по перемещению подземных сооружений и коммуникаций. В июне началась углубление стены в грунте.
Во время строительства были найдены кости таза и фрагменты конечностей, принадлежавшие приблизительно 20-летней самки лесного слона, жившей в этих местах 115–132 тысяч лет назад.
31 марта 2020 года кости слона были установлены на уровне -1 в стеклянном боксе для всеобщего обозрения.
4 апреля 2020 года станция была открыта для пассажиров.

## Расположение
Станция Плоцкая является первой станцией на западном участке линии II Варшавского метрополитена, в то время, как соседняя станция Рондо Дашиньскего считается конечной станцией центральной секции. Станция Плоцкая расположена недалеко от пересечения улиц Вольская и Плоцкая в Вольском районе.
Длина станции составляет 163,6 м, а общая площадь объекта составляет 59 198 м³.